# Handball-Bundesliga 2021-2022
L'Handball-Bundesliga 2021-2022, conosciuta come LIQUI MOLY Bundesliga 2021-2022 per motivi di sponsorizzazione, è stata la 57ª edizione del torneo di primo livello del campionato tedesco di pallamano maschile.

## Squadre partecipanti
Partecipano 18 squadre da tutta la Germania. Di queste, 16 sono qualificate dalla stagione 2020–21 mentre le altre due sono promosse dalla 2. Handball-Bundesliga: TuS Nettlestedt-Lubecca, i campioni e HSV Amburgo come seconda.
| Squadra              | Città      | Arena                         | Capacità    |
| -------------------- | ---------- | ----------------------------- | ----------- |
| Füchse Berlino       | Berlino    | Max-Schmeling-Halle           | 9,000       |
| Bergischer           | Solingen   | Klingenhalle Uni-Halle        | 3,200 2,600 |
| Balingen-Weilstetten | Balingen   | Sparkassen Arena              | 2,300       |
| Stoccarda            | Bittenfeld | SCHARRena Porsche-Arena       | 2,251 6,211 |
| Nettlestedt Lubecca  | Lubecca    | Merkur Arena                  | 3,300       |
| Amburgo              | Amburgo    | Alsterdorfer Sporthalle       | 7,000       |
| Erlangen             | Erlangen   | Arena Nürnberger Versicherung | 8,308       |
| Flensburg-Handewitt  | Flensburgo | Flens-Arena                   | 6,300       |
| Frisch Auf Göppingen | Göppingen  | EWS Arena                     | 5,600       |
| Hannover-Burgdorf    | Hannover   | Swiss Life Hall               | 9,850 4,150 |
| Kiel                 | Kiel       | Sparkassen-Arena              | 10,285      |
| Lipsia               | Lipsia     | Arena Leipzig                 | 6,327       |
| Lemgo                | Lemgo      | Lipperlandhalle               | 4,790       |
| Magdeburgo           | Magdeburgo | GETEC Arena                   | 6,800       |
| Melsungen            | Melsungen  | Rothenbach-Halle              | 4,300       |
| Minden               | Minden     | Kampa-Halle                   | 4,059       |
| Rhein-Neckar Löwen   | Mannheim   | SAP Arena                     | 13,200      |
| Wetzlar              | Wetzlar    | Rittal Arena Wetzlar          | 4,421       |

## Classifica finale
| Pos | Squadra                  | G  | V  | N  | P  | GF   | GS   | DG   | Pt | Qualificazione o retrocessione |
| --- | ------------------------ | -- | -- | -- | -- | ---- | ---- | ---- | -- | ------------------------------ |
| 1   | SC Magdeburgo            | 34 | 32 | 0  | 2  | 1067 | 884  | +183 | 64 | Champions League               |
| 2   | THW Kiel                 | 34 | 28 | 2  | 4  | 1045 | 870  | +175 | 58 | Champions League               |
| 3   | Füchse Berlino           | 34 | 24 | 5  | 5  | 1006 | 885  | +121 | 53 | European League                |
| 4   | SG Flensburg-Handewitt   | 34 | 22 | 6  | 6  | 978  | 852  | +126 | 50 | European League                |
| 5   | Frisch Auf Göppingen     | 34 | 17 | 4  | 13 | 975  | 987  | −12  | 38 | European League                |
| 6   | TBV Lemgo                | 44 | 16 | 15 | 13 | 945  | 962  | −17  | 47 | European League                |
| 7   | HSG Wetzlar              | 34 | 16 | 3  | 15 | 932  | 910  | +22  | 35 |                                |
| 8   | MT Melsungen             | 34 | 15 | 3  | 16 | 890  | 892  | −2   | 33 |                                |
| 9   | SC DHfK Leipzig          | 34 | 14 | 5  | 15 | 891  | 893  | −2   | 33 |                                |
| 10  | Rhein-Neckar Löwen       | 34 | 13 | 4  | 17 | 960  | 965  | −5   | 30 |                                |
| 11  | Bergischer HC            | 34 | 13 | 3  | 18 | 851  | 885  | −34  | 29 |                                |
| 12  | HC Erlangen              | 34 | 12 | 3  | 19 | 911  | 936  | −25  | 27 |                                |
| 13  | TSV Hannover-Burgdorf    | 34 | 12 | 3  | 19 | 900  | 942  | −42  | 27 |                                |
| 14  | HSV Amburgo              | 34 | 12 | 2  | 20 | 919  | 969  | −50  | 26 |                                |
| 15  | TV Bittenfeld            | 34 | 11 | 2  | 21 | 962  | 1032 | −70  | 24 |                                |
| 16  | GWD Minden               | 34 | 7  | 4  | 23 | 857  | 950  | −93  | 18 |                                |
| 17  | HBW Balingen-Weilstetten | 34 | 6  | 4  | 24 | 847  | 987  | −140 | 16 | Retrocessione                  |
| 18  | TUS Nettlestedt Lubecca  | 34 | 7  | 0  | 27 | 789  | 933  | −144 | 14 | Retrocessione                  |